# Frente Iha Timor Unidos Nafatin
Die Frente Iha Timor Unidos Nafatin (FITUN, manchmal auch Frente Iha Timor Unidu Nafatin) war eine Widerstandsorganisation im von Indonesien besetzten Osttimor, die von Jugendlichen gegründet wurde.

## Name
Die Gruppe nannte sich ursprünglich Saya Anak Fretilin Anti-Republik Indonesia SAFARI (deutsch Ich bin ein Kind der FRETILIN Anti-Republik Indonesien). Der spätere Name bedeutet im Deutschen: „Immer vereinigte Front von Timor“. Die Abkürzung „FITUN“ bedeutet „Stern“. Bereits in den 1970er-Jahren gab es in Dili eine Gruppe namens FITUN, die aber in den 1980er-Jahren nicht mehr bestand.

## Geschichte
49 Jugendliche in Dilis Stadtteil Culu Hun gründeten 1986 die Widerstandsorganisation SAFARI, die später in FITUN umbenannt wurde. Elizário Ferreira, der als Sekretär zur zweiten Führungsebene gehörte, war damals 13 Jahre alt und auch die anderen Gründungsmitglieder waren zumeist Schüler der Junior High School. Er sagte später in einem Interview, ihm sei damals noch nicht bewusst gewesen, was es bedeutet, in einer Untergrundsbewegung zu arbeiten oder Politik zu machen. Xanana Gusmão, der Führer des militärischen Widerstands, der FALINTIL, erfuhr von dieser Gruppe und lud sieben der Jugendlichen im Dezember 1986 zu sich in seine Basis in der Bergregion Cabalaki ein. Solche Treffen mit dem charismatischen Führer der Unabhängigkeitsbewegung begeisterten die wenig politisch gebildeten Jugendlichen. Die Bildung erhielten sie von anderen Aktiven im Untergrund, vor allem Leuten von der Externato, der einzigen portugiesischsprachigen Schule in Dili. Hier wurden jene Jugendlichen ausgebildet, die später nach Portugal ausreisen würden.
Wie auch andere Widerstandsgruppen in Osttimor arbeitete man weitgehend unabhängig von anderen, hatte aber direkte Kontakte zu Xanana Gusmão, dem Führer des militärischen Widerstands der FALINTIL. Bei größeren Aktionen übernahm das Commando da Luta (Kampfkommando) des CNRM die Organisation der verschiedenen Teile des Widerstands.
Anfangs sammelte die Gruppe nur Geld, Kleidung oder Medikamente für die FALINTIL. Die Jugendlichen hatten die Anweisung, auch in der katholischen Kirche aktiv zu werden, die in Teilen mit dem Widerstand zusammenarbeitete. Vor ihren Eltern hielten die Jugendlichen ihre Aktionen geheim. Der Besuch von Papst Johannes Paul II. am 12. Oktober 1989 eröffnete neue Möglichkeiten für die Gruppe, aktiv zu werden. Das Commando da Luta gab die Anweisung, dass eine Demonstration gegen die indonesische Besatzung stattfinden solle. Elizário Ferreira und andere SAFARI-Mitglieder gehörten zu dieser Zeit zu den Pfadfindern der Kirchengemeinde Becora. So wurden sie dem Sicherheitspersonal (Keamanan) beim Papstbesuch zugeteilt und konnten am Ende der Messe Transparente mit nationalen Parolen entfalten. Etwa 100 Pfadfinder waren nach vorne gestürmt und demonstrierten vor den Augen der internationalen Presse für die Selbstbestimmung Osttimors und gegen Menschenrechtsverletzungen. Stühle flogen auf Sicherheitsbeamte. Leiter der Aktion war Luís Barreto. Unterstützer waren Elizário Ferreira, José Manuel und Aleixo Cobra da Silva Gama. 40 Personen wurden festgenommen, nicht aber die SAFARI-Mitglieder, die unerkannt entkommen konnten. Allerdings mussten sie sich danach längere Zeit täglich bei den Behörden melden, weil sie als Sicherheitsdienst „versagt hatten“. Dass sie einigermaßen glimpflich davon kamen, führt Ferreira darauf zurück, dass der Pfarrer von Becora Kontakte zum territorialen Militärkommando (DANREM) hatte. Nach der gelungenen Aktion, die weltweit durch die Presse ging, gab Gusmão der Gruppe ihren neuen Namen FITUN. Laut Ferreira soll er gesagt haben „Kehrt zurück zu euren Mitgliedern, möget ihr viele werden wie die Sterne am Himmel und die Sandkörner am Ufer.“ Der Publicity-Erfolg führte zu einer Neuausrichtung der Widerstandsbewegung durch das Commando da Luta, hin zu mehr Protestaktionen und zivilem Ungehorsam.
Die offizielle Gründung der FITUN fand am 20. April 1990 in Culu Hun statt. Die 49 Gründungsmitglieder und später Dazukommende wurden vorab umfassend auf Sicherheitsrisiken hin geprüft. War man akzeptiert, folgten verschiedene Rituale, die sich zum Teil an der timoresischen Tradition des Juramento (port. für Eid) anlehnten, mit dem eigentlich verschiedene Clans ein Bündnis schlossen. Dazu kamen Symbole und Praktiken aus dem Katholizismus. Elizário Ferreira beschrieb, wie der Juramento der ersten 49 ablief: Spät in der Nacht traf man sich in Dilis Stadtteil Santa Cruz. Man betete und trug Rosenkränze. Das damals beliebteste alkoholische Getränk war ein Whisky namens Diplomat. 14 der Jugendlichen schnitten sich in die Hände und ließen das Blut in die Flasche laufen. Unter dem Schwur „Leben oder sterben, wir werden für die Unabhängigkeit kämpfen“ tranken sie davon. Neumitglieder mussten von nun an ebenfalls ihr Blut in die Flasche laufen lassen und davon trinken. Die Flasche wurde im Haus von Marito Mota aufbewahrt, bis sie zerstört wurde, als das Haus 1999 niederbrannte. Ferreira erklärte zu der Bedeutung dieses Blutschwurs: „Wenn sie dich verhaften, verhaften sie mich, du stirbst, ich sterbe mit dir“.
Von jedem Neumitglied wurde erwartet, dass es ein neues Mitglied anwarb. Dies funktionierte oft über Verbindungen in der Kirche, bei Jugendaktivitäten und in Schulen. Oft versuchte man individuelle Probleme in einen nationalen politischen Zusammenhang zu stellen. Zum Beispiel rekrutierte man gezielt Familienmitglieder von Opfern von indonesischer Militärgewalt. Diese Strategie betrieben auch andere Organisationen, wie zum Beispiel die RENETIL.
1991 wurde eine Reise portugiesischer Parlamentarier nach Osttimor abgesagt. OJETIL und FITUN wollten die Unruhe in der Bevölkerung noch verstärken und verbreiteten Flugblätter, auf denen behauptet wurde, dass ein Angriff auf Nonnen und Klöster unmittelbar bevorstünde. In den Flugblättern wurde die Jugend aufgerufen, für die Sicherheit der Kirchen, Klöster und Priesterhäuser zu sorgen. Ferreira gesteht im Nachhinein ein, dass die Verbreitung dieser Falschmeldung zu großen Risiken führte. Viele Jugendliche bewachten nun nachts Kirchen und Nonnen. Dann wurde am 28. Oktober der Jugendliche Sebastião Gomes von indonesischen Sicherheitskräften in der Kirche von Motael getötet. Zwei Wochen später wurde am 12. November ein Gedenkzug für Gomes organisiert, der sich zur Großdemonstration auswuchs. FITUN gehörte zusammen mit OJETIL, RENETIL und Sagrada Familia zu den Organisatoren und Teilnehmern. Die für Agitprop Zuständigen reisten in die Distrikte und warben unter den Jugendlichen für eine Teilnahme an dem Gedenkzug. Die indonesischen Sicherheitskräfte beschossen die Demonstranten. Bei dem Santa-Cruz-Massaker starben mindestens 271 Menschen, 382 wurden verletzt. 270 Menschen „verschwanden“ spurlos. In der Folgezeit waren Untergrundaktionen schwierig. Es kam zu Massenverhaftungen. Die Filmaufnahmen, die Max Stahl vom Massaker machte, veränderten aber die öffentliche Weltmeinung zugunsten der Osttimoresen. FITUN begann in der Folge mit der Kampagne „Jugendkreuz“. Getarnt als kirchliche Veranstaltung und daher von den indonesischen Behörden toleriert war die politische Bildung von Jugendlichen im Sinne der osttimoresischen Unabhängigkeitsbewegung das Ziel. Man feierte zusammen die Messe, dann gab es ein politisches Seminar, das in einer Demonstration endete.
Am 20. August 1991 kam es zu einer größeren Spaltung von FITUN, die auf eine Infiltration durch den indonesischen Geheimdienst zurückgeführt wird. Ein führendes FITUN-Mitglied hatte die Seiten gewechselt. Es wurde zu einer Konferenz der FITUN-Führung in Taibesi eingeladen, wo auch das indonesische Militär anwesend war. Die FITUN-Mitglieder wurden aufgefordert, für einen Eid zwischen den Flaggen Indonesiens, Osttimors und der FRETILIN zu wählen. Der ehemalige Anführer entschied sich öffentlich für die indonesische Flagge. Der Rest der Gruppe gründete daher die FITUN-Resistência (FITUN-Widerstand) mit Marito Mota als Chef und Elizário Ferreira als Sekretär. Alle bekannten Mitglieder der FITUN-Resistência wurden kurz darauf verhaftet. Auch in der folgenden Zeit wurden die verbliebenen führenden Köpfe der FITUN-Resistência, wie Marito Mota und die Ferreira-Cousins, oft Ziel von körperlichen Angriffen und Verhaftungen. 1992 versuchte  man die indonesischen Parlamentswahlen vom 9. Juni zu stören. Die Mitglieder wurden angewiesen, Wahlregistrierungskarten zu zerreißen, Registrierungsstellen niederzubrennen und zum Boykott der Wahlen aufzurufen. Im November wurde FITUN von den Indonesiern offiziell verboten und ihre Auflösung angeordnet. Die Führer wurden gezwungen, öffentlich reumütig ihre bisherigen Ansichten zu widerrufen. Nur ein kleiner Teil des Netzwerkes wurde erneut verhaftet. In den folgenden Jahren lag der Schwerpunkt der Arbeit auf der politischen Bildung der Bevölkerung. Man wollte sie auf ein mögliches Unabhängigkeitsreferendum vorbereiten, zu dem es 1999 schließlich auch kam und in dem sich die deutliche Mehrheit der Osttimoresen für die Unabhängigkeit aussprach.
Im Vorfeld des Referendums wurde FITUN im April 1999 dem Dachverband der Jugendbewegungen Presidium Juventude Lorico Ass'wain Timor Loro Sa'e unterstellt, der die Aktivitäten mit dem CNRT in der Folge koordinierte. Wegen der Gewalt der pro-indonesischen Kräfte vor und nach dem Referendum wurden die männlichen FITUN-Mitglieder dazu aufgefordert, nicht mehr zur Schule zu gehen und stattdessen ihre Wohnviertel nachts zu bewachen.

## Struktur
FITUNs Hierarchie war in drei Ebenen geteilt: An der Spitze stand ein Rat aus Bonifácio Magno, Oscar Lima und João Barreto. Operativ führte der Präsident Armando José Dourado da Silva (Kampfname Mausurik Murak Rai), sein Vize Marito Mota und als Sekretäre die beiden Cousins Elizário Ferreira und Anacleto Bento Ferreira. Elizário war zudem für Agitprop zuständig. Die dritte Ebene bildeten die einfachen Mitglieder. Auf ihrem Höhepunkt soll FITUN 39.000 Mitglieder gehabt haben. Die Kerngruppe in Osttimors Hauptstadt Dili blieb aber deutlich kleiner. Wie andere Untergrundgruppen baute FITUN ein „kaixa“-System von einzelnen Zellen auf. Die Struktur wird als „halb-klandestin“ beschrieben: Eine kleine Führung, die im Untergrund arbeitet, und eine breite Masse an Mitgliedern, die über kleine Gruppen kontaktiert wurden. In jedem Distrikt gab es einen Koordinator, das Informationssystem funktionierte über eine Kettenbildung (indonesisch pendidikan berantai). Traf sich eine Gruppe, besuchten die Teilnehmer danach getrennt andere Gruppen bis hinunter auf die Ebene der Suco.
Die Agitprop-Abteilung von  FITUN hatte mehrere Aufgaben. Zum einen war sie für die Kommunikation und Informationsweitergabe verantwortlich, inklusive von Aufzeichnungen und Briefen des militärischen Widerstands in den Bergen und ausländischen Nachrichten über Osttimor. Außerdem koordinierte man Kampagnen des zivilen Ungehorsams. Sie sollten Osttimor für Indonesien unregierbar machen. Auch Versuchen der Indonesier, osttimoresische Gruppen gegeneinander auszuspielen, sollte die Agitprop-Gruppe entgegenwirken. Regelmäßig wurden Flugblätter mit Pamphleten verbreitet.
Gute Kontakte hatte man über die Pfadfinderbewegung zur Kirche.

## Einfluss der FITUN im unabhängigen Osttimor
Mehrere führende Mitglieder der kleinen Partidu Democrática Liberal (PL) kamen aus der FITUN, darunter Armando José Dourado da Silva als Parteichef. Er starb 2020 in Dili.
Bonifácio Magno und Oscar Lima sind Mitglieder des Zentralkomitees der FRETILIN (CCF). Auch Elizário Ferreira ist bei der FRETILIN. Von 2001 bis 2012 war er Mitglied des Nationalparlaments Osttimors. Seit 2020 ist er Staatssekretär für Kooperativen SECOOP.
Luís Barreto war 2012 Administrator des Subdistrikt Cristo Rei. Sein Unterstützer Aleixo Cobra da Silva Gama war später im Widerstand ein Führungsmitglied der OPJLATIL und wurde 2018 Vizepräsident der Federação Futebol Timor-Leste (FFTL).
Anacleto Bento Ferreira tritt bei den Präsidentschaftswahlen in Osttimor 2022 als Kandidat der Partido Democrática Republica de Timor (PDRT) an.